# Єврейський цвинтар (Літовищі)
Єврейський цвинтар у Літовищах — кіркут єврейської спільноти, що колись мешкала в Літовищах та навколишніх поселеннях, підпорядкованих місцевому кагалові. Заснований у другій половині XVIII століття. Розташований у східній частині села. В досить хорошому стані перебув Другу світову війну, завдяки чому цей цвинтар разом із ліським є одним із найкраще збережених єврейських цвинтарів у південно-східній Польщі та найкраще збереженим у Польських Бещадах. До списку пам'яток не вписаний.

## Розташування

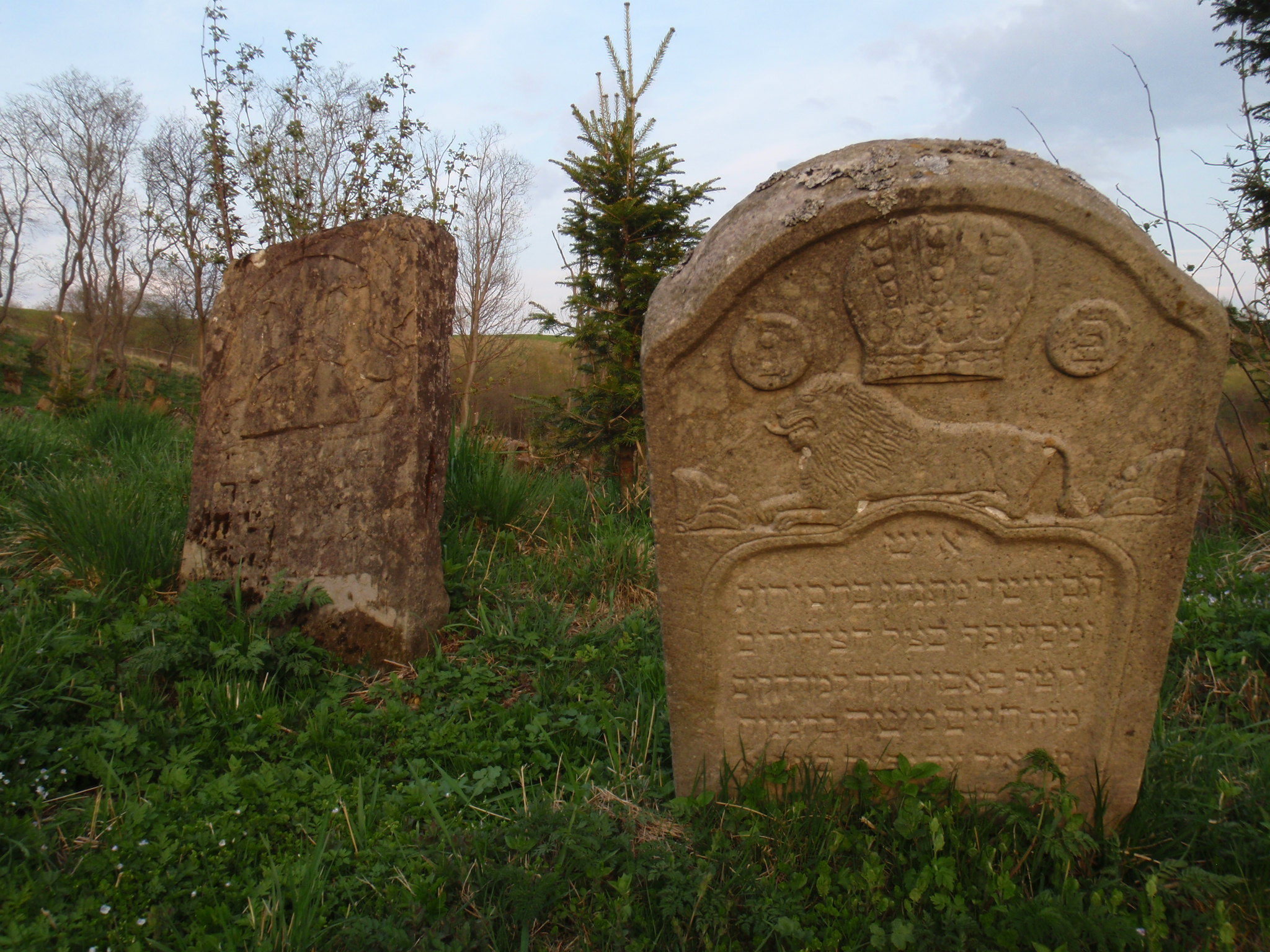
Мацеви на цвинтарі

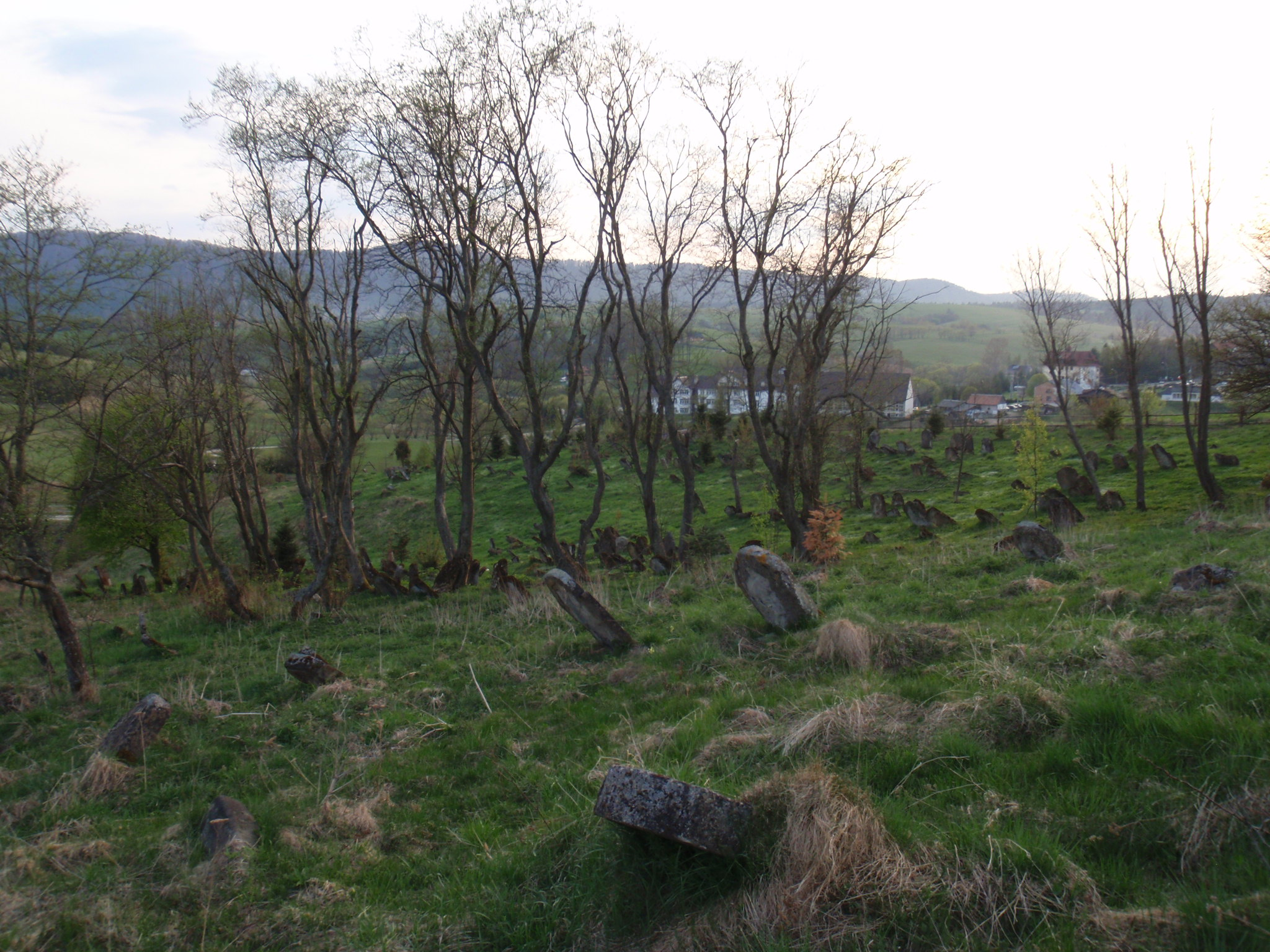
Загальний вид єврейського цвинтаря в Літовищах

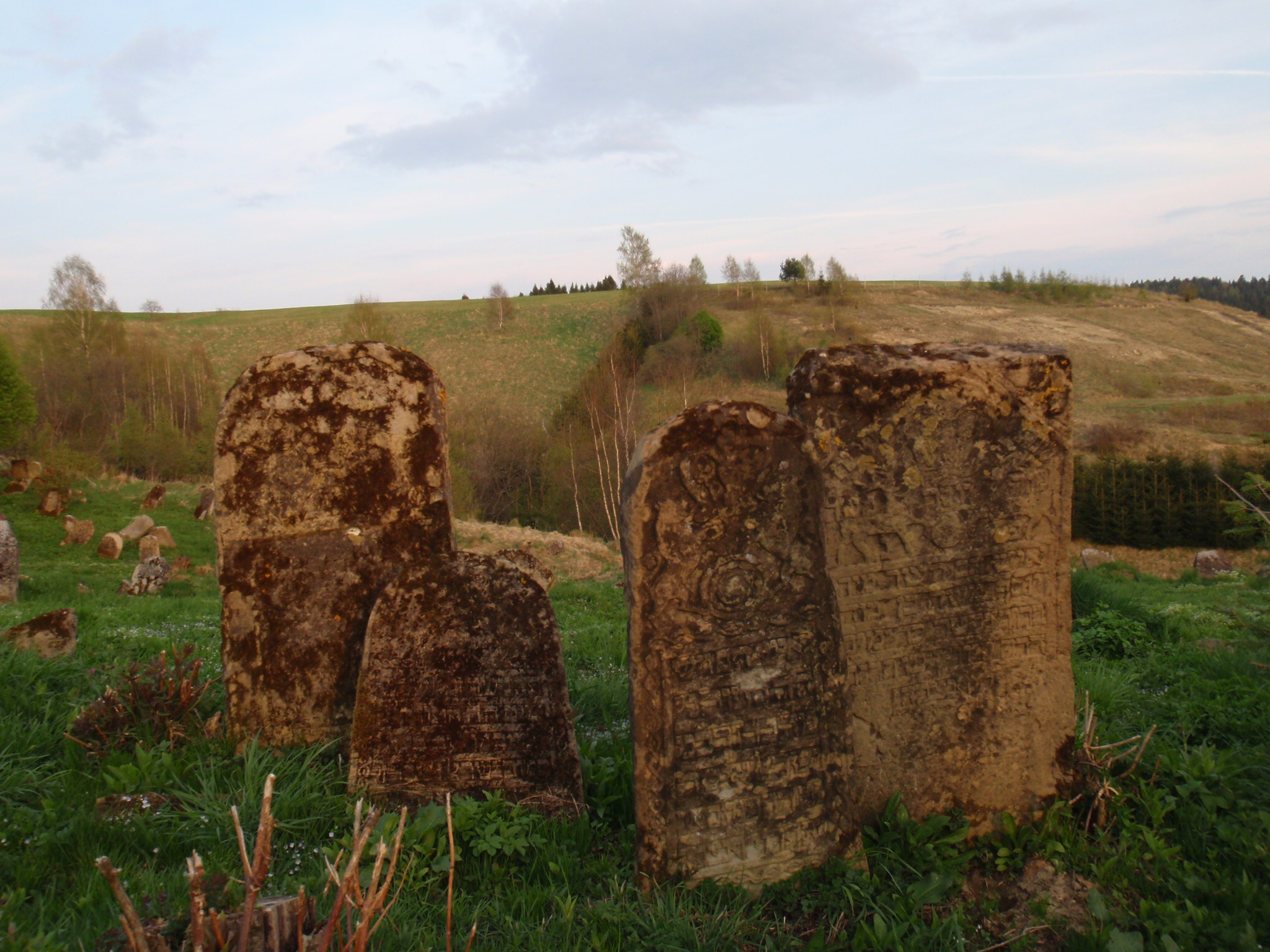
Мацеви на єврейському цвинтарі в Літовищах

Єврейський цвинтар у Літовищах знаходиться у східній частині місцевості, біля польової дороги, що веде до неіснуючого після закінчення Другої світової війни села Кривка.
Цвинтар має форму неправильного чотирикутника і займає хвилястий бік безіменного пагорба. Тягнеться вздовж осі південний захід — північний схід. Має площу близько 1 га. Оточений огорожею з дерев'яних жердин (щодо огорожі перед Другою світовою війною даних немає). Слідів передпоховального будинку, який колись знаходився в західному куті кіркута, не збереглося. Зараз вхід на цвинтар проходить сходами через дерев'яну браму.

## Історія
Єврейський цвинтар в Літовищах імовірно був заснований у другій половині XVIII століття, але якого саме року — невідомо.
Заснування цвинтаря тісно пов'язане з швидким розвитком місцевої єврейської громади. Перші спогади про євреях у Літовищах сягають середини XVIII століття. У1870 році вони становили вже близько 70% мешканців поселення (1309 із 1849). Спершу євреї Літовищ підпорядковувалися Ліському кагалові. Існування окремого єврейського кагалу в Літовищах підтверджене лише у XIX столітті. Невідомо, де євреї Літовищ ховали своїх померлих перед появою кіркуту — чи на цвинтарі в Устриках-Долішніх, чи у віддаленому Ліську. Можливо задля уникнення незручностей та витрат кіркут в Літовищах був заснований ще тоді, коли тут не діяв окремий єврейський кагал.
Дані щодо історії цвинтаря під час Першої світової війни відсутні. Невідомо, чи були на ньому похоронені полеглі єврейські солдати воюючих армій.
Наявні джерела переважно не фіксують того, щоб цвинтар постраждав від масштабного навмисного нищення гітлерівцями під час Другої світової війни (що було звичним явищем на окупованих територіях). На ньому не проводилися й масові страти, що відбувалися на багатьох інших кіркутах. Євреїв з Літовищ та околиць німці за участі українців стратили в ніч із 22 на 23 червня 1942 року біля місцевого костелу.

## Поховані
На цвинтарі ймовірно поховані місцеві рабини: Пінхас Мелех Беер і Мані Айзенгандлер, а також члени найбагатшої родини Літовищ — Ранди.

## Сучасний стан
Після закінчення Другої світової війни цвинтар, за яким ніхто не доглядав, був забутий і занепадав.
У першій декаді XXI століття стан кіркуту відносно непоганий. За різними даними, на ньому збереглось від близько 100 до 200; близько 250; близько 500; мінімум 500; від 900 до близько 1000 мацев. Частина з них пошкоджена і написи неможливо прочитати. Частина покрита тріщинами або лежить переднім боком на землі. Значну кількість мацев покриває мох та рослинність, які ускладнюють прочитання написів. Найстарший збережений надгробок стоїть на могилі Мойше, померлого 5 грудня 1796 року. Найновіший збережений надгробок датується 1940 роком, що не виключає наявності новіших поховань з періоду безпосередньо перед винищенням єврейської спільноти.
У міжвоєнний час цвинтар був інвентаризований групою під керівництвом Єжи Ворончака.
Надгробки зроблені переважно з пісковика. Покриті написами на івриті. Поставлені на осі схід-захід.
Зараз цвинтар є частиною екомузею, що простягається територією села та околиць. Музей був заснований на межі XX і XXI століть. Дорога до цвинтаря позначена, а при вході на його територію знаходиться інформаційна таблиця про історію євреїв у Літовищах.